# Patthy család
A Patthy család Vas megyei eredetű magyar nemesi család.

## Története

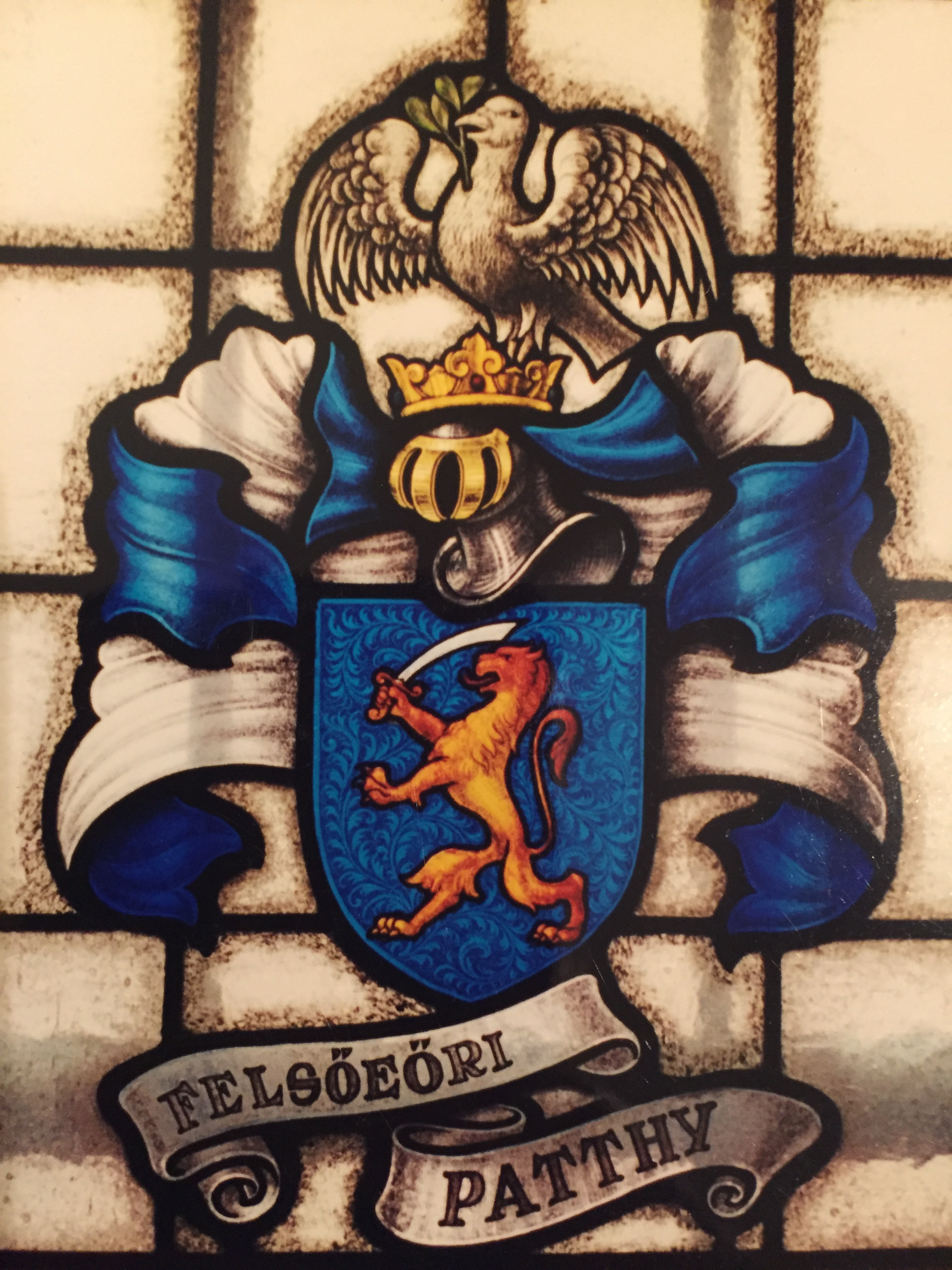
A Patthy család címere

Nemesi család, melynek nemesi oklevelét Csói Mochia comes kapta testvéreivel együtt a 13. században IV. Bélától. Az ő leszármazottaik a Patthy család tagjai.
Birtokaik közé tartozott több Kőszeg melletti település: Kőszegpaty, Nemescsó, Pusztacsó, de több forrás szerint Csepreg és Sopron mellett is rendelkeztek területekkel.
Kőszegpatyon a mai napig áll a Patthy-kastély, mely egykor a Patthy család birtokában volt, ma szociális otthonként működik.

## Híres Patthyk
- Dr. Patthy Imre (Csepreg, 1909) gyerekorvos, kitüntetett katonatiszt. Felesége, dr. Hadzsy Leóna dr. Hadzsy János leszármazottja
- Dr. Patthy László